# قراقورم
مدينة قراقورم تقع في منغوليا الحالية وكانت سابقا تشكل عاصمة إمبراطورية المغول التي تمتد من شرق شبه جزيرة كوريا إلى حدود أوروبا الغربية وشرق المنطقة العربية.
بناها الأمبراطور جنكيز خان وزينها بتحف وتماثيل التي اخذها من البلدان التي غزاها واشهرها لوحات الفارسية وفي عهد قوبلاي خان نقلت العاصمة إلى الصين.

## موقعها الحالي
خارخورين (المنغولية: Хархорин) هو مركز المدينة، ومبلغ (حي) في محافظة أوفوخاناجي في منغوليا. كان عدد السكان بلغ 13،828 سنة (1994)، و13،964 (2000)، و13،496 (2003). وبلغ عدد سكان بلدة خارخورين بحد ذاته 8،977 سنة 2003 وتغطي مساحة 20.5 كيلو متر مربع.
يقع خارخورين في الطرف الأدنى من الوادي العلوي من نهر أورخون التي يتم تضمينها ضمن المشهد الثقافي للتراث العالمي وادي أورخون اليونسكو. يمثل موقع أقصى الشرق سفوح جبال Khangai، حيث يجتمعون في السهوب المتداول في وسط منغوليا.
وبالقرب من أنقاض المدينة القديمة من كاراكوروم (المعروف أيضا باسم Kharkhorum أو قره قورم) الذي خدم لفترة قصيرة عاصمة للإمبراطورية المغول بقيادة أوقطاي خان. خارخورين تاريخي آخر هو إيردين Zuu الدير والصخور لها قضيبي الشهيرة. ويقع الموقع الأثري المهم العصر الحجري القديم من Moiltyn آم بالقرب من جسر فوق نهر أورخون، إلى الغرب من المستوطنة. منتجع الحديث جنوب خارخورين في Khujirt على نهر أورخون.
المصادر الرئيسية للدخل خارخورين هي السياحة والزراعة. المياه من نهر أورخون يعمل على ري المزروعات في الشرق عادي كبير من المدينة. مطار خارخورين (KHR / ZMHH) ومدرج غير معبد واحد والتي تخدمها رحلات منتظمة من وإلى عاصمة منغوليا، أولان باتور.

## أعلام
- جوجي خان
- تيمور خان
- ياروسلاف فسيفولودوفيتش